# Ситница (Лунинецкий район)
Ситница (бел. Сі́тніца) — деревня в Лунинецком районе Брестской области Беларуси. Входит в состав Синкевичского сельсовета.
В 2023 году деревня отметила 530-летие со дня её основания.

## География
В деревне расположен железнодорожный остановочный пункт Ситница, в 3 км на восток от деревни — железнодорожная станция Ситница.
Недалеко расположен речной порт Микашевичи (на Микашевичском канале).
Ближайшие населённые пункты Ваган, Гряда, Запросье, Микашевичи и др.

### Гидрография
Протекает Ситницкий канал. Рядом — Микашевичский канал.

## История
Первое письменное упоминание датируется 1493 годом.
В 1797 году в Ситницах действовала железообрабатывающая мануфактура, на которой работало более 50 человек. Мануфактура производила сошники к сохам.
В 1908 году в Ленинской волости Мозырского уезда Минской губернии.
В 1940—1954 годах центр Ситницкого сельсовета.
В 2006 году деревня передана в административное подчинение Микашевичскому городскому Совету депутатов и исполнительному комитету.
15 апреля 2017 года деревня включена в состав Синкевичского сельсовета.

## Население

### Численность
- 2009 год — 564 жителей

### Динамика
- 1908 год — 460 жителей, 67 дворов[3]
- 1999 год — 680 жителей (перепись населения)
- 2009 год — 564 жителей (перепись населения)[3]
- 2019 год — 340 жителей (перепись населения)

## События и мероприятия
- 2023 год — деревня отметила 530-летие со дня её основания.

## Достопримечательность

### Памятник, скульптура
- Мемориальная доска на здании бывшей школы земляку, воину-интернационалисту, погибшему в Афганистане — А. И. Трухановичу (2023).

## Галерея
- Панорама
- Панорама
- Ж/д о. п. Ситница
- Ж/д станция Ситница